# Dibromométhane
Le dibromométhane est un composé organique de la famille des halogénométhanes. C'est un liquide incolore à jaunâtre, à l'odeur proche du chloroforme faiblement soluble dans l'eau, mais très soluble dans le tétrachlorométhane, le diéthyléther et le méthanol.

## Occurrence naturelle
Le dibromométhane est naturellement produit par plusieurs macroalgues arctiques.

## Synthèse
Le dibromomethane peut être préparé à partir du bromoforme par réaction avec l'arsénite de sodium et l'hydroxyde de sodium :
CHBr3 + Na3AsO3 + NaOH → CH2Br2 + Na3AsO4 + NaBr
Il peut également être préparé à partir du diiodométhane et du dibrome.

## Utilisation
Le dibromométhane est utilisé comme solvant, liquide de jauge et en synthèse organique. Il est notamment utilisé pour convertir les catéchols en dérivés méthylènedioxy-.